# محمد فؤاد عبد الباقي

## نشأته وحياته
ولد في إحدى قرى القليوبية في مارس 1882، ونشأ في القاهرة، وسافر وهو في الخامسة من عمره مع أسرته إلى السودان حيث كان والده يعمل وكيلاً للإدارة المالية بوزارة الحربية، وظل هناك نحو عام ونصف التحق في أثنائها بمدرسة أسوان الابتدائية، ثم عادت الأسرة إلى القاهرة، واستقرت تمامًا هناك.
التحق محمد فؤاد عبد الباقي بمدرسة عباس الابتدائية، وظل بها حتى بلغ امتحان الشهادة الابتدائية في سنة 1894 لكنه لم يوفق في الحصول عليها بعد أن رسب القسم الفرنسي كله بالمدرسة، فتركها إلى مدرسة الأمريكان، ودرس بها عامين، ثم تركها أيضًا، وفي سنة 1899 عمل بمركز تلا التابع لمحافظة المنوفية مدرسًا للغة العربية في مدرسة جمعية المساعي المشكورة، وبعد فترة عمل ناظرًا لإحدى المدارس في قرى الوجه البحري، وظلَّ في هذه الوظيفة سنتين ونصفًا.
لما أعلن البنك الزراعي عن وظيفة مترجم تقدم لها، وعُيّن بالبنك في 30 ديسمبر 1905، ويبدو أنه وجد ميلاً وارتياحًا إلى وظيفته الجديدة، فعمل بها طويلاً حتى 3 أكتوبر 1933م. هيّأ له استقراره في هذه الوظيفة أن ينصرف إلى القراءة، ومطالعة أمهات كتب الأدب في العربية والفرنسية، وأن يرتبط بصداقات مع أعلام عصره.

## علاقته بالشيخ رشيد رضا
وكان ممن ارتبط بهم محمد فؤاد عبد الباقي بصداقة وتلمذة العالم المحدث محمد رشيد رضا، تلميذ الإمام محمد عبده، وراعي حركة الإصلاح من بعده، وصاحب مجلة المنار التي أسدت إلى الفكر الإسلامي خدمات جليلة، وكانت مشعل نور للمسلمين الباحثين عن الهداية والطريق القويم. لازم «محمد فؤاد عبد الباقي» صاحب المنار منذ أن التقى به سنة 1922 ولم يفارقه حتى وفاته، ونهل من علمه، وفتح له آفاقًا واسعة في علوم السنة، ووجهه كثيرًا حتى وثق به الشيخ فكان يستعين به فيما يُعرض عليه من مسائل وقضايا.
المعجم المفهرس لألفاظ الحديث النبوي.
شاء الله أن يقع في يدي الشيخ رشيد رضا النسخة الإنجليزية من كتاب «مفتاح كنوز السنة» لفنسك أستاذ اللغات الشرقية بجامعة لندن، وهو فهرست معين الباحث في الوصول إلى مكان الحديث في مصادره المشهورة، فأعجب به، ورغب في ترجمته، وعهد بهذه المهمة إلى صديقه محمد فؤاد عبد الباقي واستغرق ترجمة هذا العمل خمس سنوات من العمل الجاد حتى أتمه سنة 1933 على خير وجه، وكم كانت سعادة العلامتين الشيخ رشيد رضا وأحمد شاكر بإنجاز هذا العمل، وإدراك أهميته، وكان المشتغلون بالحديث يعانون معاناة شديدة في تخريج الحديث، وربما قلب أحدهم صفحات كتاب من كتب السنة حتى يعثر على الحديث.
قبل أن يشرع الرجل في الترجمة كان قد أرسل إلى «فنسك» يطلب منه تصريحًا بالترجمة باعتباره مؤلف الكتاب، فاستجاب على الفور، وبعث له بالجزء الأول من المعجم المفهرس لألفاظ الحديث النبوي الذي يقوم على إصداره مع لفيف من المستشرقين، فلما اطّلع عليه، وجد به أخطاء كثيرة ضمنها كشفًا، وأرسله إلى فنسك الذي سر لذلك، وكتب إليه يرجوه مراجعة التجارب الأخيرة للكتاب قبل الطبع، فاستجاب لرجائه، وإذا علمنا أن المعجم يقوم به أكثر من أربعين مستشرقًا في أنحاء العالم، ثم يصحح عملهم ويستدرك عليهم مجتمعين أدركنا قيمة العمل الذي كان يقوم به الرجل، وقد نوه فنسك بمشاركة «عبد الباقي» القيمة في تقدمته للمجلد الأول من المعجم. المعجم المفهرس لألفاظ الحديث يقوم على إيراد الألفاظ الواردة في الحديث النبوي، وترتيبها على حروف المعجم، مع ذكر عبارة من الحديث التي وردت فيه الكلمة، فإذا أردت معرفة مصدر الحديث، كشفت عنه عن طريق أحد ألفاظه، فتردك إلى مصدره، والمصادر التي اعتمدها فنسك هي: الصحيحان صحيح البخاري وصحيح مسلم، والسنن الأربعة المعروفة، وهي سنن أبي داود والترمذي والنسائي وابن ماجه، بالإضافة إلى مسند أحمد بن حنبل وهو أكبر كتب السنة، وسنن الدارمي وموطأ مالك. الكتاب من الأعمال العظيمة التي خدمت السنة ويسرت الوصول إلى الحديث، في وقت لم تكن فيه الأقراص المدمجة التي تحوي عشرات الآلاف من الأحاديث، ونستخدمها الآن في الوصول إلى معرفة مصدر الحديث.

## جهوده في خدمة السنة
انطلق «محمد فؤاد عبد الباقي» يخدم السنة النبوية في وقت لم تكن تلقى فيه الاهتمام الذي تستحقه، وأبلى بلاء حسنًا، سواء فيما يتصل بتحقيق أمهاتها أو التأليف فيها، أو تخريج أحاديثها، فقام بشرح وفهرسة فتح الباري شرح صحيح البخاري وصحيح مسلم، وموطأ مالك، وسنن ابن ماجه، وأخرجها على أحسن صورة، دقة وتنظيمًا وتنسيقًا وترقيمًا، بما يتفق مع جلال السنة، وما تستحقه من عناية، وقد رزق الله تحقيقاته القبول والذيوع بين أهل العلم وصناعة الحديث.
أما مؤلفاته التي خدمت السنة، فيأتي في مقدمتها: «اللؤلؤ والمرجان فيما اتفق عليه الشيخان»، والمعروف أن أعلى درجات صحة الحديث هو ما اتفق عليه الشيخان البخاري ومسلم، والكتاب ذائع معروف، يجمع ألفين وستة أحاديث مرتبة على أبواب الفقه.
رحمة الله عليه.

## جامع المسانيد
له «جامع مسانيد صحيح البخاري»، وهو كتاب يجمع أحاديث كل صحابي أخرج له البخاري على حدة، ورتب أسمائهم حسب الحروف الهجائية، وهو بذلك صورة أخرى لصحيح البخاري المرتب على كتب الفقه وأبوابه. تقدم بهذا العمل إلى مجمع اللغة العربية لنشره، فشكل المجمع سنة 1362 هـ = 1943م لجنة من أعضائه ضمت أحمد بك إبراهيم والشيخين إبراهيم حمروش ومحمد الخضر حسين لدراسة الكتاب، فأشادت بالعمل والجهد المبذول فيه، وانتهى الأمر باعتذار المجمع عن نشر الكتاب، محتجًا بأن العمل أدخل في باب السنة منه في باب اللغة، ويشاء الله أن لا يُطبع الكتاب في حياة مؤلفه وظل حبيس الأدراج، حتى نشر بعد وفاته بفترة طويلة سنة 1991.

## المعجم المفهرس لألفاظ القرآن الكريم
كما دخل «محمد فؤاد عبد الباقي» ميدان فهرسة السنة النبوية من باب الترجمة دخل أيضًا ميدان فهرسة ألفاظ القرآن الكريم من الباب نفسه، فقد ترجم كتاب «تفصيل آيات القرآن الكريم» لجول لابوم عن الفرنسية، ونشره سنة 1934م، لكنه لم يكن كافيًا لسد الغرض، فرغب في وضع معجم دقيق لألفاظ القرآن يعين الباحثين في الوصول إلى أي آية كريمة في القرآن إذا استعان بكلمة منها، وتطلب منه ذلك أن يُفرغ كل الكلمات الواردة في القرآن الكريم، ويرتبها حسب حروف المعجم، مع الأخذ في الاعتبار ردها إلى أصولها اللغوية.
بذل المؤلف جهدًا مشكورًا في وضع كتابه، مستعينًا بكتاب «نجوم الفرقان في أطراف القرآن» للمستشرق الألماني فلوجل، الذي طبع لأول مرة سنة 1842م، مراجعًا ما يجمعه على معاجم اللغة وتفاسير الأئمة اللغويين، عارضًا ما يجمعه على الثقات من أصدقائه من علماء اللغة، حتى إذا اطمأن إلى عمله دفعة إلى دار الكتب المصرية، فأجازت نشره بعد أن شكلت لجنة لذلك، فخرج في أحسن صورة وأبهى حلة.
جاء عمله مكتملاً، لم يستدرك عليه أحد من العلماء سقطًا في معجمه، من فرط مبالغته في المراجعة وحرصه الدائب على الدقة، وشاء الله أن يكون هذا المعجم خاليًا من الخطأ؛ لأنه يقوم على كتابه، ويعين الباحثين في الوصول إلى آية، وقد تلقت الأمة هذا العمل بالقبول، ورزقه الله الذيوع، فلم تخلُ منه مكتبة لعظم فائدته.

## حياة صائم الدهر
لم يكن لمثل هذه الأعمال العظيمة أن ترى النور لو لم يكن ورائها صبر شديد، وعزيمة قوية، ودقة متناهية، وحياة منضبطة، وتوحيد للهدف، وتجرد وإخلاص، وهكذا كانت حياة الرجل، وأترك لابنة أخيه الكاتبة الأديبة اللامعة نعمات أحمد فؤاد تصور حياة عمها بقولها: «وحياة الرجل الخاصة تدخل في باب الغرائب، فنحن نسميه صائم الدهر، فكان يصوم الدهر كله لا يفطر فيه إلا يومين اثنين هما أول أيام عيد الفطر، وأول أيام عيد الأضحى، وطعامه نباتي، وكان يصوم بغير سحور.. أي أنه يتناول وجبة واحدة كل 24 ساعة، وكان محافظًا في كل شيء، فزيّه يتكون من البدلة الكاملة صيفًا وشتاءً.. وكان زاهدًا في الاجتماعات والتعارف، يفسر هذا وكأنه يعتذر: إن التعرف إلى الناس، تقوم تبعًا له حقوق لهم والتزامات واجبة الرعاية والوفاء، وليس عندي وقت لهذا، ولا أنا أطيق التقصير فيه لو لزمتني».
- معلومة كان لا يفطر إلا في يوم عيد الفطر والأضحى وأيام التشريق
- أطال الله في عمر محمد فؤاد عبد الباقي حتى بلغ العقد التاسع، لكنه ظل متمتعًا بصحة موفورة، ونشاط لا يعرف الكلل، وحياة منتظمه أعانته في إنتاج الأعمال التي يحتاج إنجازها إلى فريق من الباحثين، وبارك الله فيما كتب، فانتشرت كتبه شرقًا وغربًا، وعم الانتفاع بها، وظل يؤدي رسالته حتى لقي ربه في سنة 1967م، الموافق 1388هـ.

## كتب عنه
المقالات:
1. من أعلام الإسلام في العصر الحديث..العالم الإسلامي محمد فؤاد عبد الباقي، بقلم ابنته: عفاف محمد فؤاد عبد الباقي، مجلة الأزهر،الجزء الخامس، السنة 57، جمادى الأولى 1405هـ فبراير 1985م، ص 719 وما بعدها.
2. شخصية لا تُنسى..محمد فؤاد عبد الباقي صاحب فهارس القرآن الكريم، د.نعمات أحمد فؤاد، مجلة العربي الكويتية، العدد 118، سبتمبر 1968م، ص 108 وما بعدها.
3. (9) الطبقة الثانية من المحققين الأعلام..الأستاذ محمد فؤاد عبد الباقي رحمه الله، كتبها: د..السيد الجميلي (سلسلة مقالات: طبقات المحققين والمصححين)، مجلة الأزهر، الجزء السادس، السنة 69، جمادى الآخرة 1417هـ أكتوبر ونوفمبر 1996م، ص 893 وما بعدها.
4. من المظلومين: محمد فؤاد عبد الباقي، أ.فاروق صالح باسلامة، جريدة المدينة الأسبوعية، السنة 58، العدد (9238) يوم الأحد ربيع الأول 1413هـ 30 أغسطس 1992م.
5. الفقيد محمد فؤاد عبد الباقي، د.أحمد الشرباصي، مجلة الأديب، سبتمبر 1968م.

المؤلفات:
1. شيخ المحققين محمد فؤاد عبد الباقي.. حياته ومنهجه في التحقيق ومجهوداته في خدمة السنة، محمد حامد محمد، الدار المالكية ـ تونس، 1436هـ/ 2015م، 175 صفحة.
2. المقالات النادرة للأستاذ محمد فؤاد عبد الباقي، خالد سالم السداني، دار الرياحين ـ عمان الأردن، 1442هـ/2021م، 176 صفحة.
3. مجموع مقالات ومقدمات الأستاذ محمد فؤاد عبد الباقي، محمد المبارك الأزهري، مكتبة الأزهر المعمور ـ القاهرة، 1444هـ/ 2023م، 345 صفحة.
4. وحي الفؤاد.. مقالات ومقدمات وآثار وترجمة شيخ المحققين محمد فؤاد عبد الباقي، محمد عيد محمد وفا المنصور، دار المنهاج القويم ـدمشق، 1444هـ/2023م، 464 صفحة.